# Абджад
Абджад, също така консонантно писмо, е термин, обозначаващ типа позвукови писмени системи, отбелязващи единствено или предимно съгласните звукове. Названието идва от названията на първите четири букви от арабската азбука – най-разпространената днес писменост от този вид.

## История и разпространение
Исторически погледнато, абджадът е първият вид позвукова писменост с появата на финикийското писмо към 1200 г. пр.н.е., от което водят началото си както повечето останали абджади, така и по-голямата част от азбуките.
Отбелязването единствено на съгласните прави този тип писмена система особено подходящ за семитските езици, при които съгласните звукове са носители на значението на думата, а гласните на граматическата форма. Арабската и еврейската писменост са примери за абджади, използвани съответно за семитските езици арабски и иврит.
Несемитските народи, възприели абджада като писменост за своите езици, са направили това по исторически причини под влияние на семитски народи. Например съвременните иранци използват модифицирана версия на арабицата вследствие приемането на исляма в ранното средновековие.

## Особености
Писменост, отбелязваща единствено съгласните, би се наричала чист абджад и първите консонантни системи са могли да бъдат определени по този начин. Съществуващите днес абджади обаче могат да обозначават гласните звукове, в някои случаи посредством графеми, чиято първоначална функция не е била такава, в други случаи посредством диакритики. Но това отбелязване на гласните рядко се прави освен в текстове за деца или чужденци или когато се получава двусмислие.